# Цепловоди (гміна)
Гміна Цепловоди (пол. Gmina Ciepłowody) — сільська гміна у південно-західній Польщі. Належить до Зомбковицького повіту Нижньосілезького воєводства.
Станом на 31 грудня 2011 у гміні проживало 3121 особа.

## Площа
Згідно з даними за 2007 рік площа гміни становила 77.53 км², у тому числі:
- орні землі: 77.00%
- ліси: 14.00%

Таким чином, площа гміни становить 9.67% площі повіту.

## Населення
Станом на 31 грудня 2011:
| Опис     | Загалом | Загалом | Чоловіки | Чоловіки | Жінки | Жінки |
| -------- | ------- | ------- | -------- | -------- | ----- | ----- |
| одиниця  | осіб    | %       | осіб     | %        | осіб  | %     |
| все      | 3121    | 100     | 1547     | 49.57    | 1574  | 50.43 |
| міське   | 0       | 100     | 0        |          | 0     |       |
| сільське | 3121    | 100     | 1547     | 49.57    | 1574  | 50.43 |

## Сусідні гміни
Гміна Цепловоди межує з такими гмінами: Кондратовіце, Немча, Стшелін, Зомбковіце-Шльонське, Зембіце.